# Śnieżna Studnia
Die Höhle Śnieżna Studnia (deutsch: Schneebrunnen) ist eine Höhle zwischen den Tälern Dolina Małej Łąki und Dolina Litworowa am Berg Małołączniak im Massiv der Westtatra (Tatra-Nationalpark) in Polen. Sie ist die zweitlängste sowie eine der größten und tiefsten Höhlen in Polen und der Tatra. Man darf sie nur mit der Genehmigung der Nationalparkverwaltung betreten. Sie ist nur teilweise erforscht.
Der Name lässt sich als Schneebrunnen übersetzen. Die Höhle liegt bei Zakopane und Kościelisko, ist 13.650 Meter lang und hat mehrere Eingänge auf einer Höhe zwischen ca. 1690 m n.p.m. und 1756 m n.p.m. sowie mehrere Fenster.